# برنی کاپل
برنی کاپل (انگلیسی: Bernie Kopell؛ زادهٔ ۲۱ ژوئن ۱۹۳۳) یک هنرپیشه اهل ایالات متحده آمریکا است. وی از سال ۱۹۶۳ میلادی تاکنون مشغول فعالیت بوده‌است.
از فیلم‌ها یا برنامه‌های تلویزیونی که وی در آن نقش داشته است، می‌توان به اسلج همر!، الماس‌تراش و عزیز اشاره کرد.